# Lurocalis
Lurocalis és un gènere d'ocells de la família dels caprimúlgids (Caprimulgidae), propi de la zona neotropical.

## Taxonomia
El gènere Lurocalis va ser introduït el 1851 per l'ornitòleg nord-americà John Cassin. L'espècie tipus va ser designada com Caprimulgus nattereri (Temminck, 1822), per George Robert Gray el 1855. Aquest tàxon és ara considerat com una subespècie de l'enganyapastors cuacurt. El nom del gènere combina el grec antic «oura» que significa "cua" amb «kolos» que significa "atrofiat".
Segons la Classificació del Congrés Ornitològic Internacional (versió 14.2, 2024) aquest gènere està format per dues espècies:
- enganyapastors cuacurt (Lurocalis semitorquatus).
- enganyapastors ventre-rogenc (Lurocalis rufiventris).